# Saillant (militaire)
Pour les articles homonymes, voir Saillant.

Plan d'attaque allemand (flèches bleues) pour pincer le saillant de Koursk occupé par l'URSS, ce qui a entraîné la bataille de Koursk.

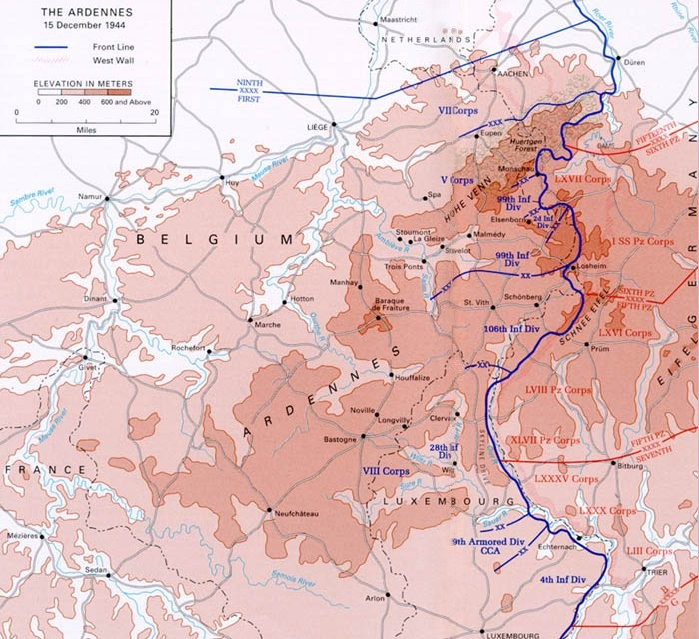
Saillant occupé par les Allemands dans les Ardennes à la veille de la bataille des Ardennes, le 15 décembre 1944.

Un saillant est une caractéristique du champ de bataille qui se projette en territoire ennemi. Il est entouré de plusieurs côtés par l'ennemi, ce qui rend les troupes occupant le saillant vulnérables. La ligne de front de l'adversaire qui borde un saillant est appelée un rentrant, c'est-à-dire un angle dirigé vers l'intérieur. Un saillant profond est susceptible d'être « pincé » à travers la base, ce qui se traduira par une poche dans laquelle les forces dans le saillant seront isolées et dépourvues de ligne d'approvisionnement, de soutien logistique et de support militaire. D'autre part, une percée des forces à l'intérieur du saillant par son extrémité, peut menacer les zones arrière des forces opposées à l'extérieur de celui-ci, les laissant vulnérables à une attaque par l'arrière.

## Formation
Les saillants peuvent être formés de différentes manières. Un attaquant peut créer un saillant dans la ligne du défenseur soit en faisant intentionnellement un mouvement en tenaille autour des flancs d’un point fort, qui devient la pointe du saillant, soit en effectuant une attaque frontale large et centrale, qui avance les flancs. Un attaquant produit généralement un saillant dans sa propre ligne en effectuant une attaque frontale large qui ne réussit que dans le centre, qui devient la pointe du saillant. Un saillant peut également être formé si l'armée attaquante feint de battre en retraite, trompant les forces en défense pour les chasser. Dans ce cas, les forces en défense sont prises dans une embuscade préparée à l'avant.
Dans la guerre de tranchées, les saillies sont clairement définies par les lignes de tranchées opposées et ont été formées généralement par l’échec d’une attaque frontale large. La nature statique des tranchées signifiait qu'il était difficile de former une poche, mais la nature vulnérable des positions saillantes signifiait qu'elles étaient souvent au centre des batailles d'attrition (guerre d'usure).

Carte montrant les forces allemandes traversant la pointe du saillant pour tenter de pénétrer à l'arrière des forces alliées lors de la bataille des Ardennes du 16 au 25 décembre 1944:
Ligne de front au 16 décembre
Ligne de front au 20 décembre
Ligne de front au 25 décembre

### Exemples
- Guerre civile américaine
  - Le deuxième jour de la bataille de Gettysburg, le général de l'Union Daniel Sickles déplaça son IIIe corps devant la ligne principale de l'armée de l'Union sans ordre, ce qui le coupa presque de l'armée principale lors de l'attaque des Confédérés. Sickles avait occupé un poste similaire à Catherine's Furnace lors de la Bataille de Chancellorsville deux mois plus tôt et, dans les deux cas, son corps d'armée était gravement mutilé et devait être sauvé par d'autres unités.
  - À la bataille de Spotsylvania, les forces confédérées sont d'abord arrivées à un carrefour stratégique et ont construit une ligne de tranchées renforcées en bois pour se dresser contre l'armée de l'Union numériquement supérieure. La ligne de tranchée inclinée en avant protégeait un morceau de terrain élevé, dans une courbe connue sous le nom de saillant de Mule Shoe. Les troupes de l'Union ont concentré leur attaque sur ce point et ont réalisé une percée, 22 heures de combats brutaux au corps à corps, avant que les Confédérés ne se retirent à une nouvelle position.
- Première Guerre mondiale
  - Les Britanniques occupèrent un grand saillant à Ypres pendant la majeure partie de la guerre. Formé à la suite de la première bataille d'Ypres, il devint l'un des secteurs les plus sanglants du front occidental. La caractéristique était si durable et sa réputation si terrible que lorsque l'infanterie britannique parla de "The Salient", il fut entendu qu'ils se référaient à Ypres[2].
  - Un saillant similaire existait autour de la ville française de Verdun, dont la bataille a coûtée de lourdes pertes aux deux camps.
  - Les Allemands occupaient un petit saillant devant Fromelles appelé le Pain de Sucre en raison de sa forme particulière. Étant petit, il offrait un avantage aux occupants en leur permettant d'enfiler les étendues de no man's land sur l'un ou l'autre des flancs.
- Seconde Guerre mondiale
  - L’Union soviétique occupait à Koursk un point saillant de 150 km de profondeur qui devint le théâtre de la plus grande bataille de chars de l’histoire et une bataille décisive sur le front oriental.
  - En décembre 1944, l'armée allemande lança une attaque surprise contre l'avancée des forces alliées dans les Ardennes (région de vastes forêts principalement de Belgique et du Luxembourg). Cette bataille créa un grand saillant pendant plusieurs semaines, et est communément connue sous le nom de bataille des Ardennes (également connue sous le nom d’offensive des Ardennes et de l’offensive de Von Rundstedt).
- Invasion turque de Chypre
  - Les forces turques ont atteint le sud du village chypriote turc de Louroujina. La ligne de cessez-le-feu qui divise Chypre en secteurs contrôlés par la Grèce et la Turquie place Louroujina dans un saillant qui n'est accessible depuis le reste du secteur contrôlé par la Turquie que par une seule route.
- Guerre de libération du Bangladesh
  - La bataille de Boyra a été menée par l'armée de l'Inde et les Mukti Bahini contre l'armée pakistanaise, sur le saillant de Boyra, donnant sur une importante voie de desserte, la route de Jessore.

### Poche
Dans la guerre mobile, telle que la Blitzkrieg allemande, les éléments saillants étaient plus susceptibles d'être transformés en poches qui devenaient le centre des batailles d'annihilation.
Une poche porte la connotation que les forces encerclées ne se sont pas laissées encercler intentionnellement, comme elles le peuvent lorsqu’elles défendent une position fortifiée, généralement appelée siège. C'est une distinction similaire à celle faite entre une escarmouche et une bataille rangée.